# Вулиця Савицького (Кривий Ріг)
Ву́лиця Сави́цького — вулиця в Інгулецькому районі м. Кривий Ріг. Пролягає від вул. Подлєпи до пр. Південного.

## Історія
Забудова тривала в 1954—1956 рр. Сформувалася в середині 60-х рр. До 1975 р. мала назву 1-й Громадянський провулок. Згодом вул. Громадянська, Гайдара. У 1995 р. перейменована на вул. Савицького (колишній директор ПівдГЗК).
Довжина 250 м. Має 3-4 поверхові будинки ЖКВ Півд ГЗК. Обслуговує 26 в/з.

## Меморіальні дошки
У будинку № 1 проживав Ємельянов Микола Петрович, Герой Соціалістичної Праці, машиніст екскаватора Південного ГЗК. У будинку № 3 проживав Савицький Іван Іванович колишній директор ПівдГЗК, на честь якого названа вулиця. У будинку № 5 проживав Мироненко Валентин Карпович, Герой Соціалістичної Праці, машиніст екскаватора Південного ГЗК.

## Важливі установи
- Стадіон ПівдГЗК
- Парк ПівдГЗК ім. Савицького І.І.

## Зображення

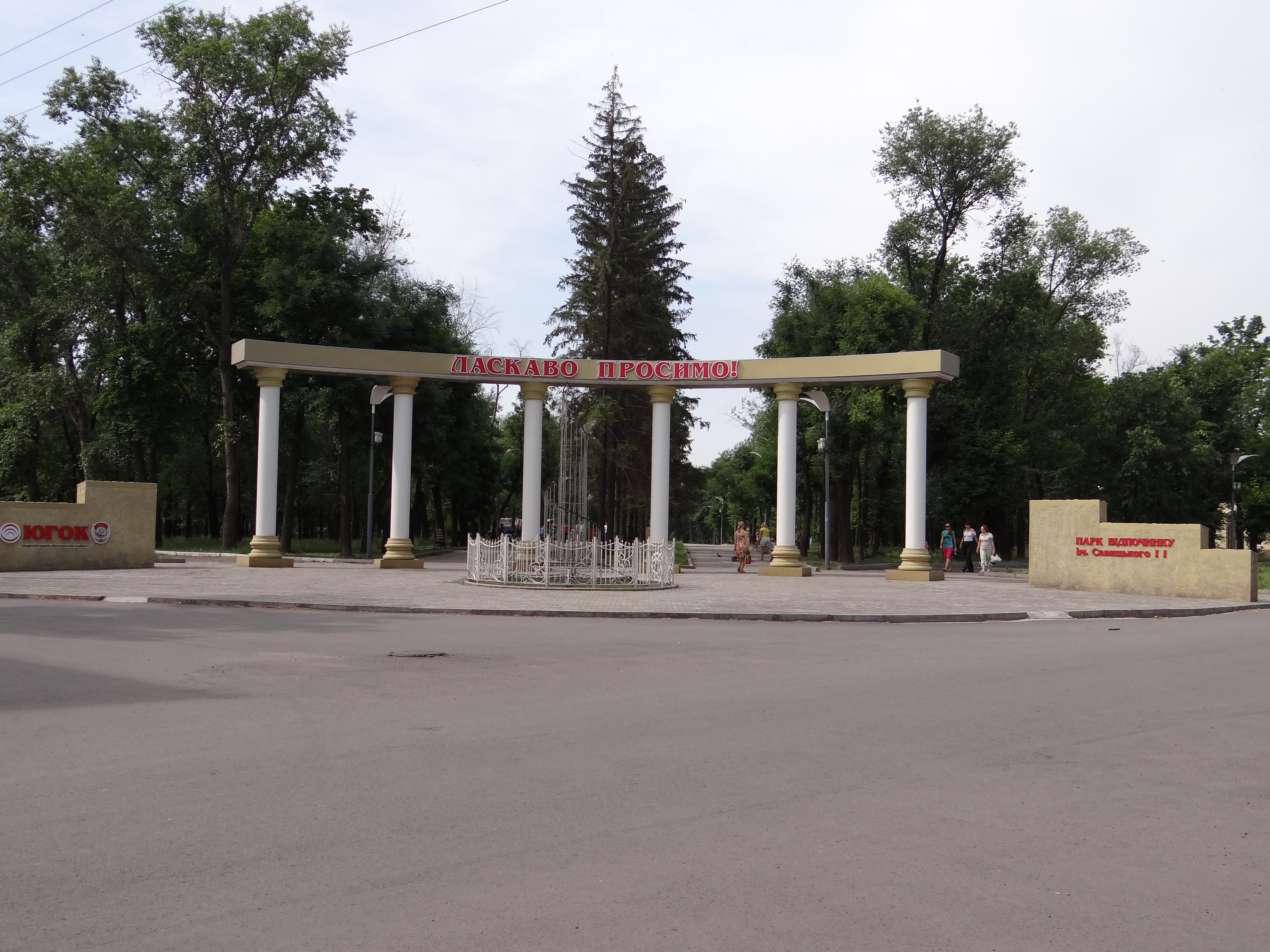
Парк ПівдГЗК
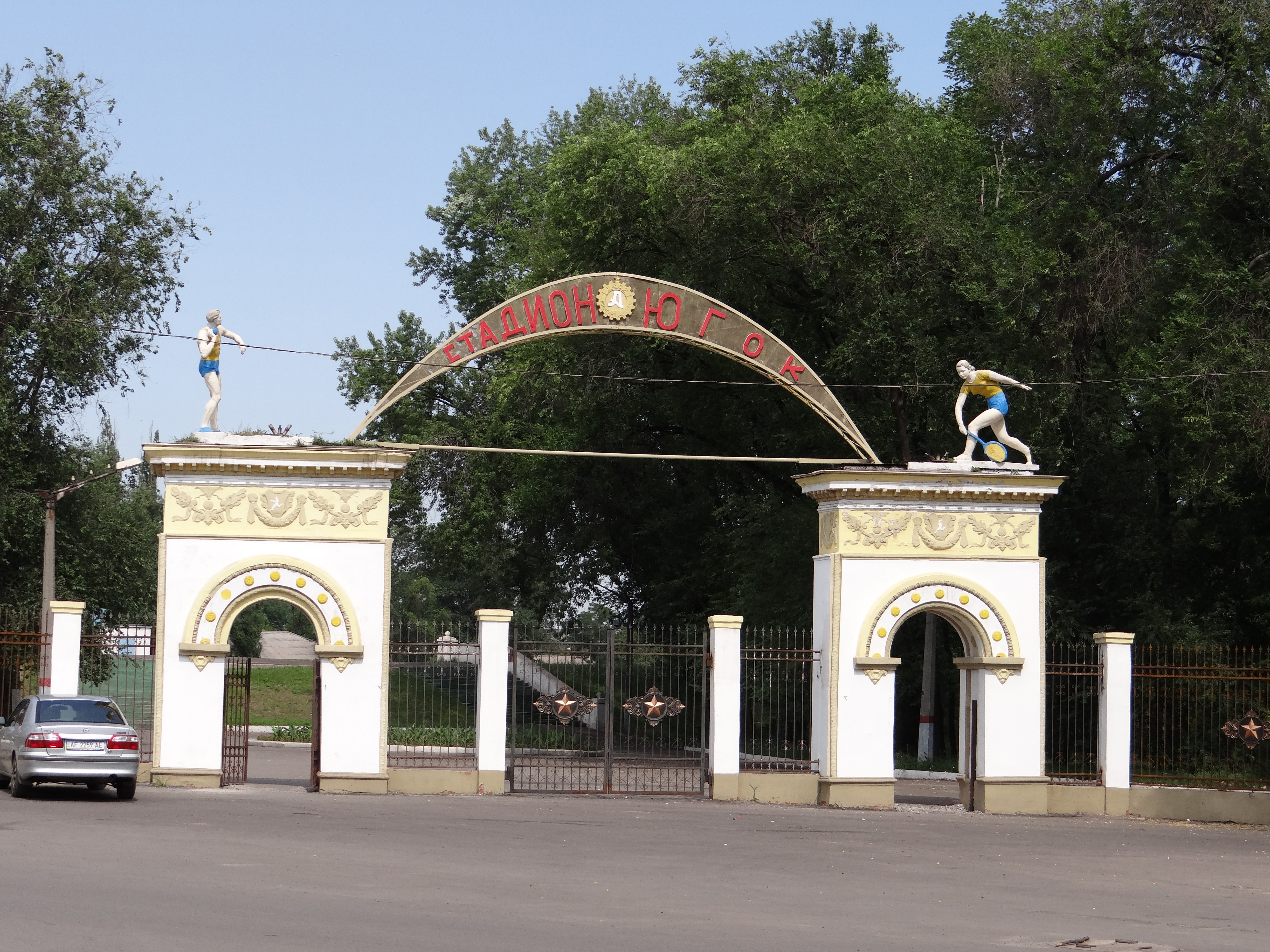
Стадіон ПівдГЗК